# Arte rupestre de Chongoni
El Arte rupestre de Chongoni en una zona de la montaña Chongoni de 2.224 metros de altura, localizada en el Distrito de Dedza, en la Región Central de Malaui. Es una concentración de arte rupestre en África que fue clasificada como Patrimonio de la Humanidad por la Unesco en el año 2006.

Las pinturas fueron hechas por cazadores-recolectores que habitaron esa área durante el Paleolítico Superior. Los símbolos en el arte rupestre, que están fuertemente relacionados con mujeres, todavía tienen importancia cultural para los Chewa y los sitios están activamente relacionados con las ceremonias y los rituales actuales.

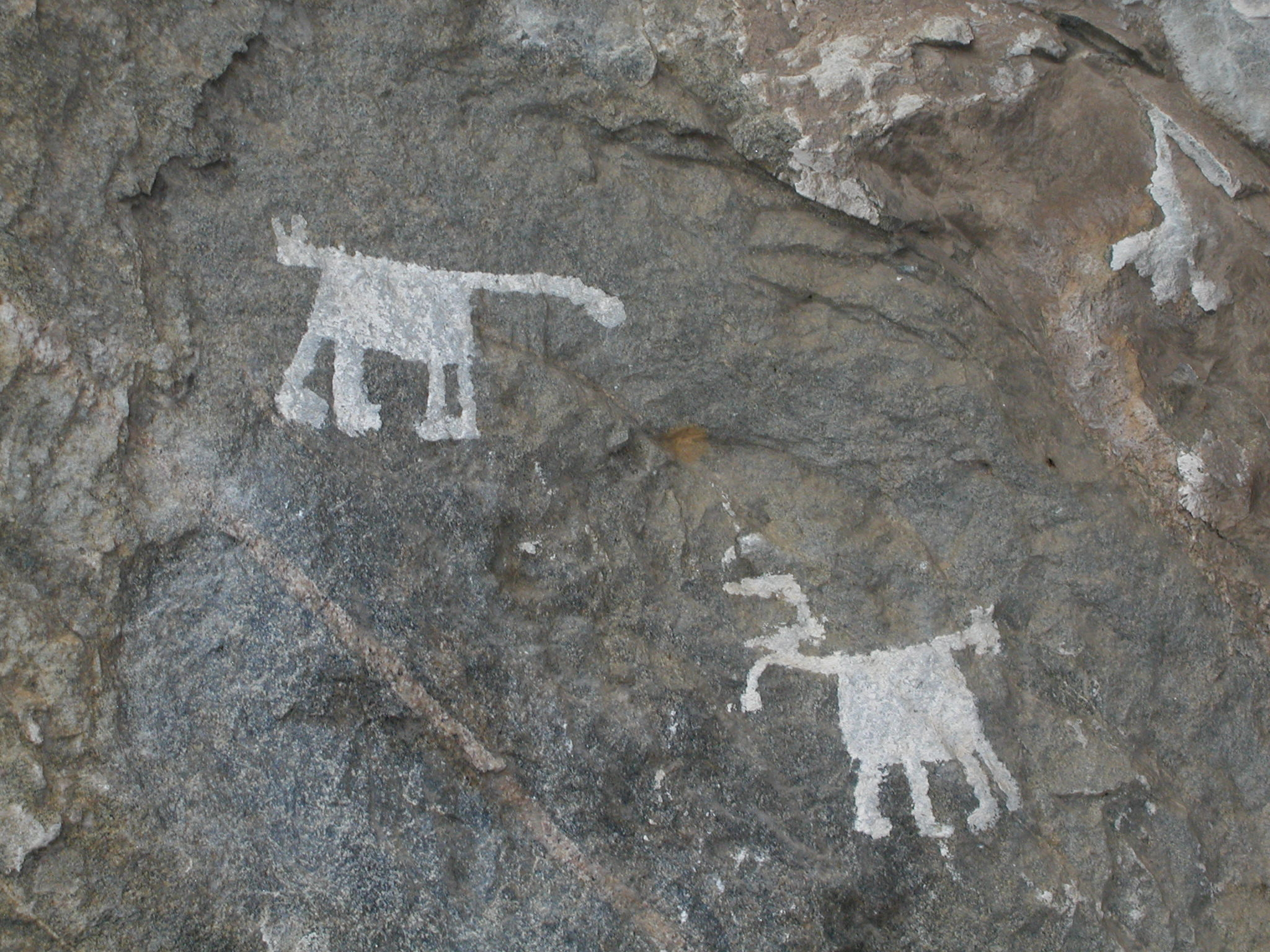
Pinturas en Chongoni
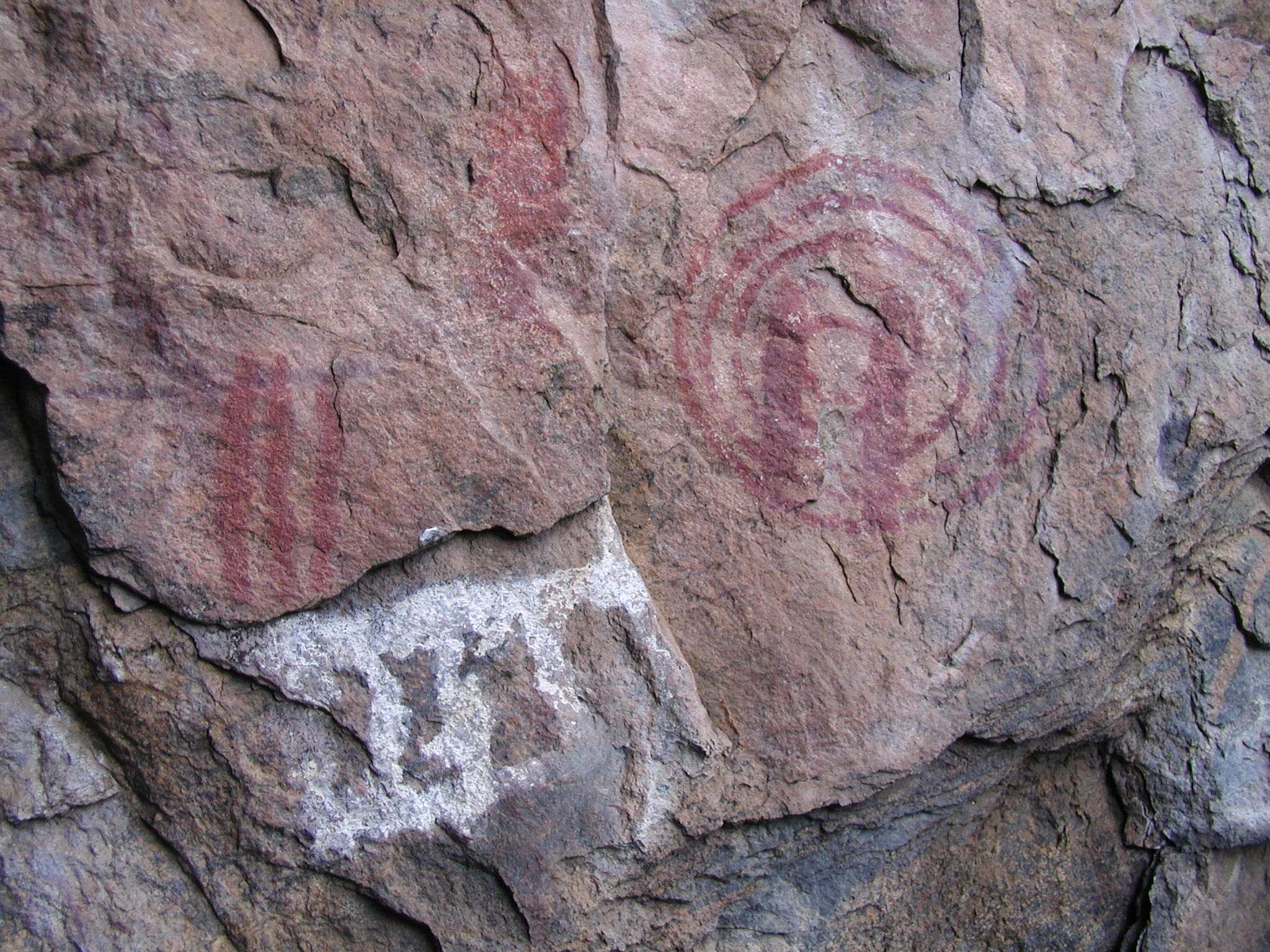
Pinturas en Chongoni
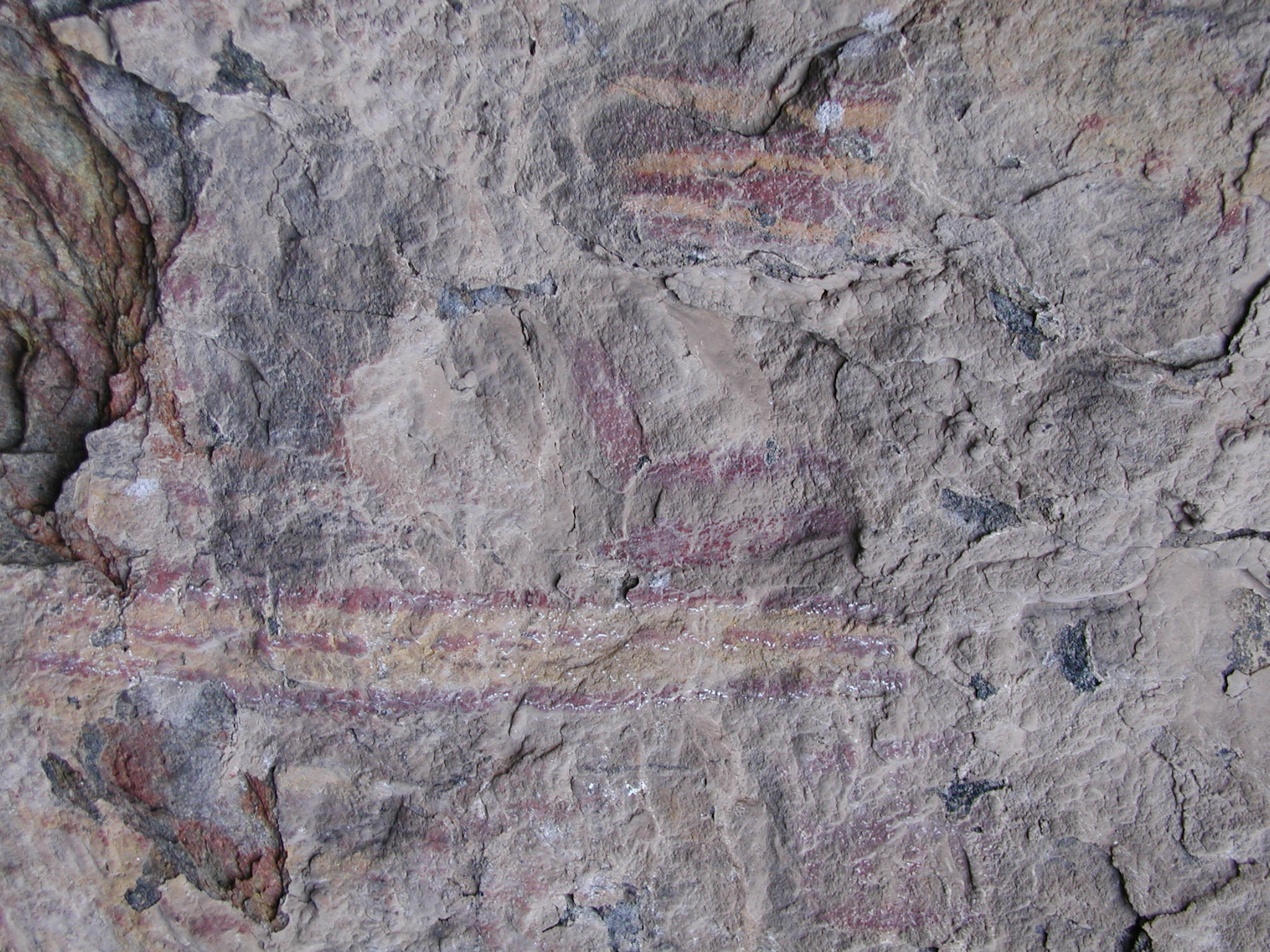
Pinturas en Chongoni